# Municipio de Elk (condado de Watauga)
El municipio de Elk (en inglés: Elk Township) es un municipio ubicado en el  condado de Watauga en el estado estadounidense de Carolina del Norte. En el año 2010 tenía una población de 638 habitantes.

## Geografía
El municipio de Elk se encuentra ubicado en las coordenadas 36°11′29.46″N 81°31′41.37″O / 36.1915167, -81.5281583.